# Encyklopédia miest a obcí Slovenska
Encyklopédia miest a obcí Slovenska je jednosvazková slovenská encyklopedie o městech, obcích a regionech Slovenska, kterou vydalo nakladatelství PS-LINE v roce 2005.

 
Encyklopedie byla vydána v rámci edice Knižnica príručiek. Kniha má 960 stran a obsahuje téměř tisíc černobílých fotografií. Odborné texty vypracovali historici, přičemž: 
Cílem publikace nebylo poskytnout vyčerpávající popis historie a důkladný přehled kulturních pamětihodností, ale snahou bylo vybrat z obrovského množství údajů a informací ty, které nejlépe charakterizují region, město a obec.

Jako autoři encyklopedie jsou uvedeni Peter Šüle a Peter Šüle ml., na knize se ale podílelo 37 historiků. Za mapy je zodpovědný Róbert Nagy a za erby Tomáš Brúder. Encyklopedie je rozdělená na osm částí, které odpovídají osmi slovenským krajům. V každé části jsou uvedeny informace o jednotlivých krajích, jejich okresech a městech, respektive obcích. Kniha také obsahuje abecední rejstřík místních částí.